# Region Batha
Region Batha (arab. البطحة) – jeden z 22 regionów administracyjnych Czadu, utworzony w 1999 r. z wcześniejszej prefektury Batha, obejmującej ten sam obszar.
W 1993 r. region zamieszkiwało 288 tys. osób, z czego 244 tys. prowadzących osiadły tryb życia (ludność wiejska 207 tys., miejska 36 tys.) i 44 tys. koczowników.
Główne grupy etniczno-językowe, to czadyjscy Arabowie (33,6%), ludy Bilala (18,1%), Kuka (15,7%), Masalit / Massalat (5,7%) oraz Mesmédjé (5,6%).

## Departamenty
| Departament | Stolica    | Prefektury                                        |
| ----------- | ---------- | ------------------------------------------------- |
| Batha Est   | Oum Hadjer | Am Sack, Assinet, Haraze Djombo Kibit, Oum Hadjer |
| Batha Ouest | Ati        | Ati, Djedaa, Koundjourou                          |
| Fitri       | Yao        | Am Dżamena, Yao                                   |

## 2002-2008
W latach 2002–2008 region Batha był jednym z 18 regionów Republiki Czadu, znajdującym się w środkowej części kraju. Powierzchnia regionu, podział administracyjny na departamenty i podprefektury był tak sam, jak dzisiaj.